# BT-serie
De BT-serie was een groep lichte tanks die ontwikkeld zijn door de Sovjet-Unie tussen 1932 en 1941. Ze konden snelheden bereiken van 100 km/u (BT-2) en waren licht bepantserd (maximum van 22mm pantser bij de BT-7M)

## Varianten
- BT-1 - prototype zonder geschutskoepel;
- BT-2 Model 1932 - met een M-5-400 motor, er zijn drie varianten van gemaakt;
  - Variant met een 37mm-kanon;
  - Variant met een 37mm-kanon en een DT machinegeweer;
  - variant met twee DP machinegeweren en één DT machinegeweer
- BT-3 - hetzelfde als de BT-2, maar met maten van het het metriek stelsel;
- BT-4 - variant met twee geschutskoepels (een met kanon en de ander met machinegeweer) een rondere romp en kleine veranderingen aan de ophanging, 3 prototypes;
- BT-5 - een grotere (cilindervormig) geschutskoepel met een 45mm 20-K kanon en een parallel DT machinegeweer;
  - BT-5 Model 1933 - nieuw geschutskoepel met twee openingsluiken;
  - BT-5 vlammenwerper tank - met een vlammenwerper, alleen prototypes;
  - RBT-5 - raket artillerie met twee 420mm tank torpedo's, alleen prototypes;
  - BT-5A - een lichte artillerie variant met 76,2mm houwitser, enkele geproduceerd;
  - BT-5-IS - een prototype met beter front pantser;
  - TT-BT-5 - een op afstand bestuurbare variant;
  - PT-1A - een amfibische variant, enkele geproduceerd;
- BT-7 Model 1935 - verbeterd romp en een Mikulin M-17T motor;
  - BT-7 Model 1937 - nieuw geschutskoepel;
  - BT-7TU - commandovoertuig met een antenne;
  - KBT-7 - commandovoertuig met een kazemat geschutskoepel en een machinegeweer;
  - BT-7A - een lichte artillerie variant met 76,2mm-houwitser en een machinegeweer op de achterkant van de geschutskoepel, 155 geproduceerd;
  - OP-7 - een vlammenwerper variant, met benzinetanks aan de buitenkant, alleen prototype;
  - TT-BT-7 - een afstand bestuurbare teletank;
- BT-SW - Nauwelijks iets bekend van dit voertuig, lijkt op een hybride van een BT-5 en een T-34/76 model 1940, onbekend of hij is geproduceerd;
  - BT-SW-2 Cherepakha ("schildpad") - een prototype met dikker pantser, gebaseerd op de BT-7 of T-46;
- BT-7M of BT-8 - met een V-2 dieselmotor en drie DT machinegeweren: één parallel aan het kanon, één op de achterkant van de geschutskoepel (bal gemonteerd) en één op het dak;
- A-20 - een prototype voor een opvolger, maar verloor het van de A-32;
- A-32 - een prototype voor een opvolger, die resulteerde in de T-34.

### Buitenlandse varianten
- BT-42 - door de Finnen veroverde BT-7 met een nieuwe geschutskoepel en een Britse 114mm houwitser. 18 exemplaren van gemaakt;
- BT-43 - door de Finnen veroverde BT-7, omgebouwd tot pantserinfanterievoertuig.

## Specificaties
| Omschrijving                   | BT-2          | BT-5          | BT-7          | BT-7A         | BT-7M (BT-8)     |
| ------------------------------ | ------------- | ------------- | ------------- | ------------- | ---------------- |
| aantal gebouwd                 | 620           | 2108          | 4965          | 154           | 790              |
| bemanning                      | 3             | 3             | 3             | 3             | 3                |
| gewicht                        | 10,2 ton      | 11,5 ton      | 14 ton        | 14,5 ton      | 14,7 ton         |
| lengte                         | 5,58 m        | 5,58 m        | 5,66 m        | 5,66 m        | 5,66 m           |
| breedte                        | 2,23 m        | 2,23 m        | 2,29 m        | 2,29 m        | 2,29 m           |
| hoogte                         | 2,20 m        | 2,25 m        | 2,42 m        | 2,52 m        | 2,42 m           |
| dikte pantser                  | 6–13 mm       | 6–13 mm       | 6–13 mm       | 6–13 mm       | 6–22 mm          |
| hoofdbewapening                | 37mm          | 45mm          | 45mm          | 76,2mm        | 45mm             |
| munitie hoofdbewapening        | 96 granaten   | 115 granaten  | 146 granaten  | 50 granaten   | 146 granaten     |
| machinegeweer                  | DT            | DT            | DT            | 2×DT          | 3×DT             |
| motorvermogen model            | 400 pk M-5    | 400 pk M-5    | 500 pk M-17T  | 500 pk M-17T  | 450 pk V-2       |
| inhoud brandstoftank brandstof | 400 l benzine | 360 l benzine | 620 l benzine | 620 l benzine | 620+170 l diesel |
| snelheid weg                   | 100 km/h      | 72 km/h       | 86 km/h       | 86 km/h       | 86 km/h          |
| Vermogen/gewicht               | 39 pk/t       | 35 pk/t       | 36 pk/t       | 34 pk/t       | 31 pk/t          |
| bereik op weg                  | 300 km        | 200 km        | 250 km        | 250 km        | 700 km           |
| bereik in terrein              | 100 km        | 90 km         | 120 km        | 120 km        | 400 km           |

## Fotogalerij

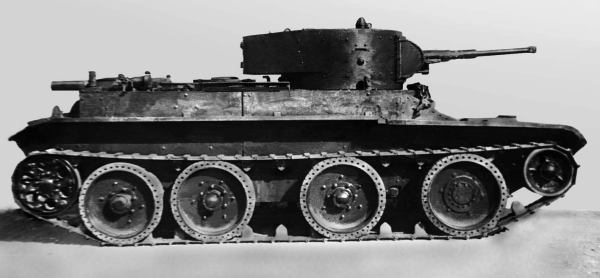
De BT-5 model 1935.
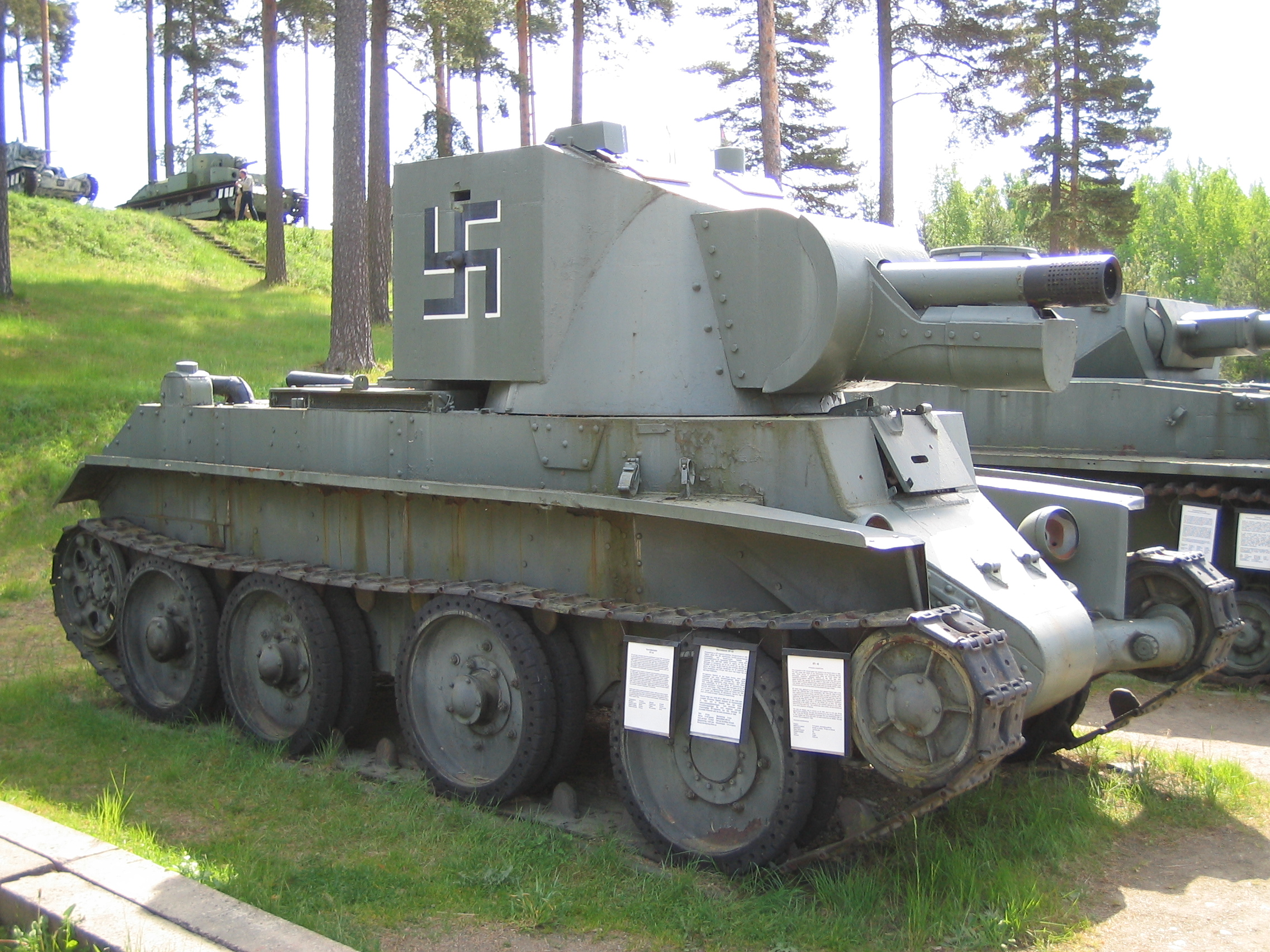
De Finse BT-42, gebouwd op een (veroverde) BT-7 romp, in het Parola tank museum.
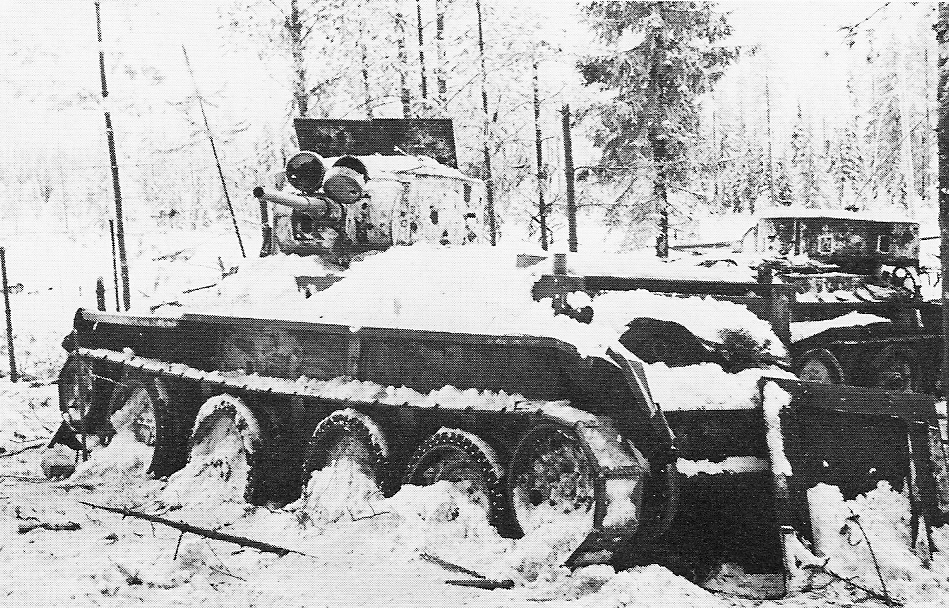
Een vernietigde BT-5 gedurende de Winteroorlog.